# ヨルデンス・ペテルス
ヨルデンス・ペテルス（Jordens Peters、1987年5月3日 - ）は、オランダ・ナイメーヘン出身の元サッカー選手。現役時代のポジションはディフェンダー。

## 経歴
1998年、BMCからFCデン・ボスの下部組織に移り、2004-05シーズンの9月5日、SCカンブール・レーワルデン戦にてトップチームデビューを果たした。2007-08シーズンにはリーグ戦で3位につけ、昇格プレーオフに進出したが、昇格はできなかった。
2012年7月1日、エールディヴィジのヴィレムIIに移籍した。このシーズンにチームは2部に降格するが、翌シーズンの2013-14シーズンに2部優勝を果たし、1部に復帰すると同時にペテルス自身もチームの主将に選出された。2020年1月9日、クラブとの契約を1年延長した。

## タイトル
ヴィレムII
- エールステ・ディヴィジ : 1回 (2013-14)